# Combat de Tem-Salmet
Conquête de l'Algérie par la France
Le combat de Tem-Salmet également appelé combat de Misserghin,, qui eut lieu le 12 mars 1840, oppose, durant la conquête de l'Algérie par la France, les troupes françaises aux troupes d'Abd el-Kader.

## Préambule
Sous la protection de ces forces françaises cantonnées à Misserghin, les Douaires et les Smélahs qui étaient alliés aux Français, campaient et faisaient paître leurs troupeaux sur les vastes étendues de la plaine de Misserghin, attaqués presque chaque matin par les cavaliers arabes et qui étaient chassés par les pelotons de spahis.

## Le combat
Le 12 mars au matin, Bou-Hamedi, califat d'Abd el-Kader dans l'Ouest, réussit à enlever par surprise 2 000 têtes de bétail. Trois escadrons de spahis du camp de Misserghin, situé à 3 lieues d'Oran, s'élancent sous le commandement du colonel Jusuf et leur reprennent les troupeaux enlevés.
Au retour, à 4 kilomètres environ de Misserghin, les cavaliers français sont assaillis par une nuée de cavaliers arabes. Rejoints par un 4e escadron les cavaliers français tinrent jusqu'à ce qu'ils furent à bout de munitions. Après un âpre combat a lieu entre la colonne française forte de 850 hommes et 8 000 cavaliers arabes. Le combat dure trois quarts d'heure durant lesquels les cavaliers de l'Émir perdirent 300 des leurs, mais un ordre mal interprété met l'ensemble de la cavalerie française en fuite poursuivie par les cavaliers arabes.
À la vue de cette déroute, 2 bataillons du 1er régiment d'infanterie de ligne, sortirent de Misserghin et prirent position en 2 carrés afin de protéger les fuyards puis pour mener une vigoureuse offensive avec l'aide du 2e régiment de chasseurs d'Afrique du colonel Randon et d'un escadron de spahis qui ramenèrent 3 escadrons de fuyards.
Les troupes d'Abd el-Kader se mirent alors en retraite.
Le lendemain, les cavaliers français retrouvèrent 39 cadavres de leurs compagnons, sans tête.